# Iglesia de Nuestra Señora de la Asunción (Urízar)
La iglesia de Nuestra Señora de la Asunción es un edificio situado en la localidad española de Urízar, en la provincia de Álava, hoy día sumergido.

## Descripción
El edificio, que está sumergido bajo las aguas del embalse de Ullíbarri-Gamboa, se encuentra en la localidad española de Urízar, del municipio de Barrundia, perteneciente a la provincia de Álava, en la comunidad autónoma del País Vasco. Se menciona como iglesia parroquial del lugar en el decimoquinto volumen del Diccionario geográfico-estadístico-histórico de España y sus posesiones de Ultramar de Pascual Madoz, donde aparece descrita con las siguientes palabras: «igl. parr. dedicada á la Asuncion y servida por un beneficiado de presentacion del conde de Oñate». En el tomo de la Geografía general del País Vasco-Navarro dedicado a Álava y escrito por Vicente Vera y López, se dice lo siguiente: «Su iglesia está dedicada á la Asunción de Nuestra Señora; estuvo servida por un beneficiado cuando era de patronaro del conde de Oñate; en la actualidad no constituye parroquia».